# 山陰自動車道

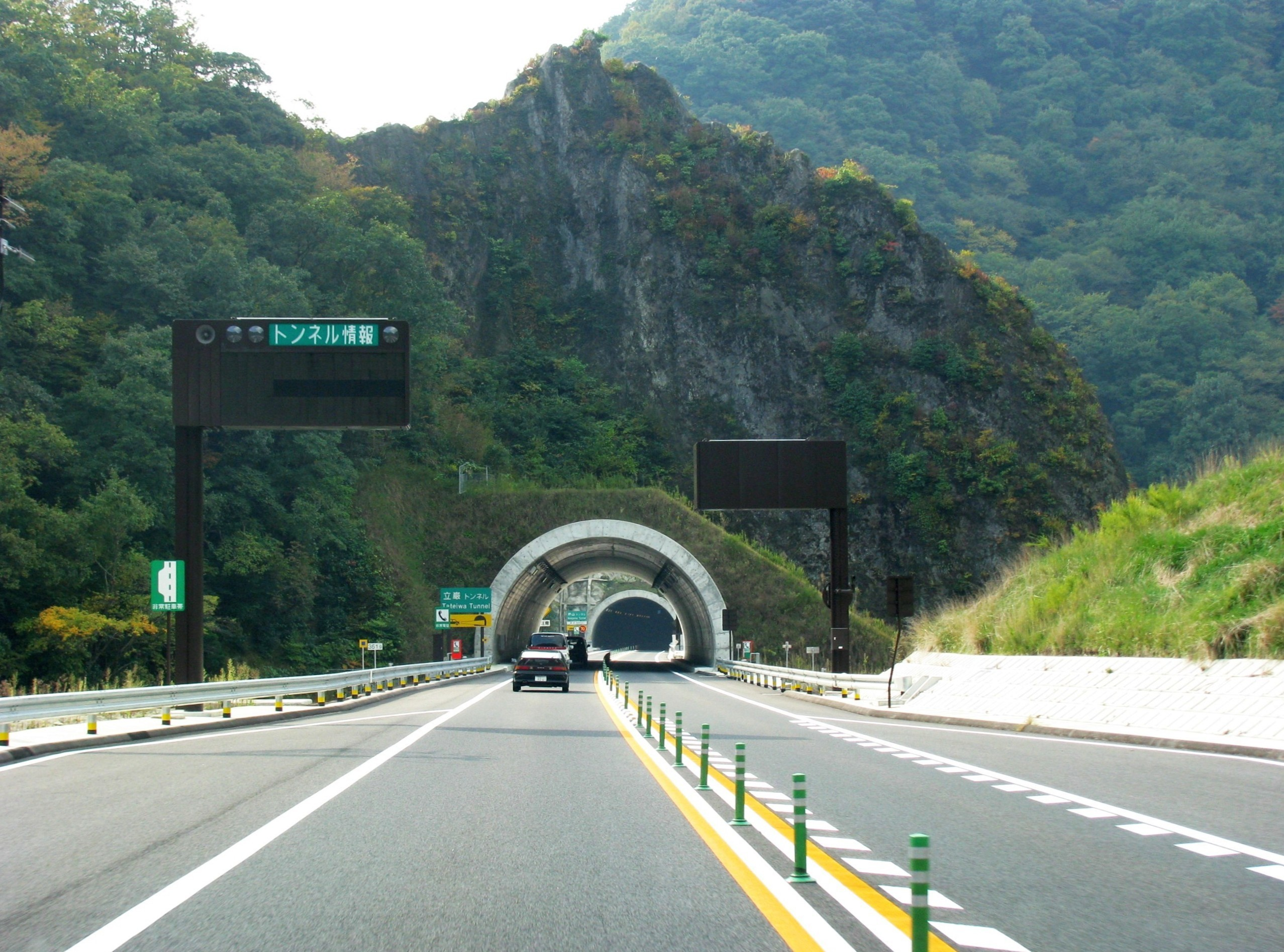
山陰自動車道 立巌トンネル（2010年11月7日）

山陰自動車道（さんいんじどうしゃどう、英語: SAN-IN EXPWY）は、鳥取県鳥取市から島根県を経由し山口県下関市に至る高規格幹線道路の路線名である。略称は山陰道（さんいんどう）。
高速道路ナンバリングによる路線番号は、京都縦貫自動車道・山陰近畿自動車道とともに「E9」が割り振られている。

## 概要
中国自動車道、山陽自動車道に次ぐ中国地方東西軸の高規格幹線道路である。おおむね日本海沿いを通り国道9号と並行するが、益田市以西は国道9号から離れ萩市、長門市を経由する（国道191号・国道491号と並行）。山陰地方の各都市（鳥取市、倉吉市、米子市、安来市、松江市、出雲市、大田市、江津市、浜田市、益田市、萩市、長門市）を結び、下関市に至る。同じく山陰地方を縦貫する国道9号や山陰本線とは異なり、鳥取県が起点で近畿地方には直結しない。山陰自動車道・山陰近畿自動車道・京都縦貫自動車道の3つの自動車道で山陰地方を縦断する広域道路ネットワークを構成する。
山陰地方と近畿・九州地方を結ぶ高速道路網としては中国横断自動車道と中国自動車道を経由するルートが先行して整備されたが、無料区間の多い山陰自動車道の整備が進んだことで緩やかではあるが交通の転換が見られる。
高速自動車国道（A路線）の山陰自動車道と、高速自動車国道に並行する一般国道自動車専用道路（A'路線）の山陰道で構成されている。A'路線区間においては原則として「山陰道」の名称が用いられ、「山陰自動車道」の表記は使用されない。A路線区間・A'路線区間とも小型特殊自動車の通行は不可である。整備の経緯により有料区間と無料区間が存在する。
A路線については、松江玉造IC - 出雲IC間、および浜田JCT - 浜田IC間が該当する。松江玉造IC - 宍道JCT間は、道路名（営業路線名）は山陰自動車道であるが、高速自動車国道の路線（法定路線名）としては中国横断自動車道尾道松江線に所属している。浜田JCT - 浜田IC間は、中国横断自動車道広島浜田線との重複区間であり道路名（営業路線名）は浜田自動車道である。
A'路線については、上記のA路線以外の区間が該当する（現道活用区間を除く）。一般国道（9号・191号・491号）の自動車専用道路で構成される。 米子道路の一部（米子東IC - 米子西IC）と松江道路および、浜田道路の3区間は、山陰自動車道の計画策定以前より計画された道路であり、設計基準も一般の自動車専用道路並みとなっている。
山陰自動車道は日本海国土軸のミッシングリンクである。
2025年（令和7年）3月現在、鳥取IC（鳥取県鳥取市） - はわいIC（東伯郡湯梨浜町）間、大栄東伯IC（東伯郡琴浦町） - 石見福光IC（島根県大田市）間、江津IC（江津市） - 石見三隅IC（浜田市）間、遠田IC（益田市） - 久城IC（同）間、高津IC（益田市） - 須子IC（同）間、萩IC（山口県萩市） - 三隅IC（長門市）間、長門湯本温泉IC（長門市） - 俵山北IC（同）間がそれぞれ開通している。

### 路線名・道路名
国土開発幹線自動車道建設法に基づく、国土開発幹線自動車道（国幹道）としての山陰自動車道は以下のとおりとされている。
| 起点   | 主たる経過地                                | 終点   |
| ------ | ------------------------------------------- | ------ |
| 鳥取市 | 米子市付近 松江市付近 浜田市付近 長門市付近 | 美祢市 |

また、高速自動車国道の路線を指定する政令に基づく、高速自動車国道としての山陰自動車道は、以下の2路線からなる。
| 路線名     | 起点   | 重要な経過地                                                  | 終点   |
| ---------- | ------ | ------------------------------------------------------------- | ------ |
| 鳥取益田線 | 鳥取市 | 東伯郡北栄町 米子市 安来市 松江市 出雲市 大田市 江津市 浜田市 | 益田市 |
| 長門美祢線 | 長門市 | 下関市                                                        | 美祢市 |

これらについて、供用中・事業中路線の道路名に区分すると、以下となる。
計画区間・事業区間のインターチェンジ名については仮称である。当面の間、一般道路を活用する「現道活用区間」を含めて記述する。
| 路線名     | 路線番号 | 道路名               | 道路名               | 区間                                  | 道路の種類 | 管理者      | 備考                                                   |
| ---------- | -------- | -------------------- | -------------------- | ------------------------------------- | ---------- | ----------- | ------------------------------------------------------ |
| 鳥取益田線 | E9       | 国道9号              | 鳥取西道路           | 鳥取IC - 青谷IC                       | A'路線     | 国交省      |                                                        |
| 鳥取益田線 | E9       | 国道9号              | 青谷・羽合道路       | 青谷IC - はわいIC                     | A'路線     | 国交省      |                                                        |
| 鳥取益田線 | E9       | 国道9号              | 北条道路             | はわいIC - 大栄東伯IC                 | A'路線     | 国交省      | 事業中                                                 |
| 鳥取益田線 | E9       | 国道9号              | 東伯・中山道路       | 大栄東伯IC - 赤碕中山IC               | A'路線     | 国交省      |                                                        |
| 鳥取益田線 | E9       | 国道9号              | 中山・名和道路       | 赤碕中山IC - 下市接続点（大山町下市） | A'路線     | 国交省      |                                                        |
| 鳥取益田線 | E9       | 国道9号              | 名和・淀江道路       | 下市接続点 - 淀江IC                   | A'路線     | 国交省      |                                                        |
| 鳥取益田線 | E9       | 国道9号              | 米子道路             | 淀江IC - 米子西IC                     | A'路線     | 国交省      |                                                        |
| 鳥取益田線 | E9       | 国道9号              | 安来道路（有料）     | 米子西IC - 東出雲IC                   | A'路線     | NEXCO西日本 |                                                        |
| 鳥取益田線 | E9       | 国道9号              | 松江道路             | 東出雲IC - 松江玉造IC                 | A'路線     | 国交省      |                                                        |
| 鳥取益田線 | E9       | 山陰自動車道（有料） | 山陰自動車道（有料） | 松江玉造IC - 宍道JCT                  | A路線      | NEXCO西日本 | 中国横断自動車道尾道松江線との重複区間                 |
| 鳥取益田線 | E9       | 山陰自動車道（有料） | 山陰自動車道（有料） | 宍道JCT - 出雲IC                      | A路線      | NEXCO西日本 |                                                        |
| 鳥取益田線 | E9       | 国道9号              | 出雲・湖陵道路       | 出雲IC - 出雲湖陵IC                   | A'路線     | 国交省      |                                                        |
| 鳥取益田線 | E9       | 国道9号              | 湖陵・多伎道路       | 出雲湖陵IC - 出雲多伎IC               | A'路線     | 国交省      |                                                        |
| 鳥取益田線 | E9       | 国道9号              | 多伎・朝山道路       | 出雲多伎IC - 大田朝山IC               | A'路線     | 国交省      |                                                        |
| 鳥取益田線 | E9       | 国道9号              | 朝山・大田道路       | 大田朝山IC - 大田中央・三瓶山IC       | A'路線     | 国交省      |                                                        |
| 鳥取益田線 | E9       | 国道9号              | 大田・静間道路       | 大田中央・三瓶山IC - 大田静間IC       | A'路線     | 国交省      |                                                        |
| 鳥取益田線 | E9       | 国道9号              | 静間・仁摩道路       | 大田静間IC - 仁摩・石見銀山IC         | A'路線     | 国交省      |                                                        |
| 鳥取益田線 | E9       | 国道9号              | 仁摩・温泉津道路     | 仁摩・石見銀山IC - 石見福光IC         | A'路線     | 国交省      |                                                        |
| 鳥取益田線 | E9       | 国道9号              | 福光・浅利道路       | 石見福光IC - 浅利IC                   | A'路線     | 国交省      | 事業中                                                 |
| 鳥取益田線 | -        | 島根県道302号        | 浅利渡津線バイパス   | 浅利IC - 江津市渡津町                 | -          | 島根県      | 当面現道活用区間                                       |
| 鳥取益田線 | -        | 国道9号              | 江津バイパス（無料） | 江津市渡津町 - 江津IC                 | -          | 国交省      | 当面現道活用区間                                       |
| 鳥取益田線 | E9       | 国道9号              | 江津道路（有料）     | 江津IC - 浜田JCT                      | A'路線     | NEXCO西日本 |                                                        |
| 鳥取益田線 | E9 E74   | 浜田自動車道（有料） | 浜田自動車道（有料） | 浜田JCT - 浜田IC                      | A路線      | NEXCO西日本 | 中国横断自動車道広島浜田線との重複区間                 |
| 鳥取益田線 | E9       | 国道9号              | 浜田道路             | 浜田IC - 原井IC                       | A'路線     | 国交省      |                                                        |
| 鳥取益田線 | E9       | 国道9号              | 浜田・三隅道路       | 原井IC - 石見三隅IC                   | A'路線     | 国交省      |                                                        |
| 鳥取益田線 | E9       | 国道9号              | 三隅・益田道路       | 石見三隅IC - 遠田IC                   | A'路線     | 国交省      | 事業中                                                 |
| 鳥取益田線 | E9       | 国道9号              | 益田道路             | 遠田IC - 久城IC                       | A'路線     | 国交省      |                                                        |
| 鳥取益田線 | E9       | 国道9号              | 益田道路             | 久城IC - 高津IC                       | A'路線     | 国交省      | 事業中 現在は島根県道333号久城インター線による現道活用 |
| 鳥取益田線 | E9       | 国道9号              | 益田道路             | 高津IC - 須子IC                       | A'路線     | 国交省      |                                                        |
| -          | E9       | 国道191号            | 益田西道路           | 須子IC - 戸田IC                       | A'路線     | 国交省      | 事業中                                                 |
| -          | E9       | 国道191号            | 益田・田万川道路     | 戸田IC - 田万川IC                     | A'路線     | 国交省      | 事業中                                                 |
| -          | -        | 計画中               | 計画中               | 田万川IC - 阿武町宇田                 | -          | -           |                                                        |
| -          | E9       | 国道191号            | 木与防災             | 阿武町宇田 - 阿武町木与               | A'路線     | 国交省      | 事業中                                                 |
| -          | -        | 計画中               | 計画中               | 阿武町木与 - 大井IC                   | -          | -           |                                                        |
| -          | E9       | 国道191号            | 大井・萩道路         | 大井IC - 萩IC                         | A'路線     | 国交省      | 事業中                                                 |
| -          | E9       | 国道191号            | 萩・三隅道路         | 萩IC - 三隅IC                         | A'路線     | 国交省      |                                                        |
| -          | E9       | 国道191号            | 三隅・長門道路       | 三隅IC - 長門湯本温泉IC               | A'路線     | 国交省      | 事業中                                                 |
| 長門美祢線 | E9       | 国道491号            | 長門・俵山道路       | 長門湯本温泉IC - 俵山北IC             | A'路線     | 山口県      |                                                        |
| 長門美祢線 | E9       | 国道491号            | 俵山・豊田道路       | 俵山北IC - 豊田IC                     | A'路線     | 山口県      | 事業中                                                 |
| 長門美祢線 | -        | 計画中               | 計画中               | 豊田IC - 終点                         | -          | -           |                                                        |

### 付加車線設置、4車線化の動き
山陰自動車道は多くの区間で暫定2車線での供用となっている。全線開通に向けた整備と併せて、一部で付加車線の設置、4車線化が進められている。
有料区間においては、2019年（令和元年）9月、国土交通省 第35回国土幹線道路部会にて「高速道路における安全・安心基本計画」が検討され、4車線化の優先整備区間として、安来道路（米子西IC - 東出雲IC）、A路線の山陰自動車道の一部（松江玉造IC - 宍道JCT）、江津道路の一部（江津IC - 江津西IC）が選定された。順次事業化が進められている。
無料区間においては、2014年度（平成26年度）より米子道路の一部（日野川東IC - 米子南IC）で付加車線の設置が進められている。

## 各区間の概要
以下、山陰自動車道の各区間について述べる。
鳥取西道路（鳥取IC - 青谷IC）

青谷・羽合道路（青谷IC - はわいIC）

北条道路（はわいIC - 大栄東伯IC）

2017年度（平成29年度）より事業着手された。はわいIC - 北条IC/JCT間が2026年度（令和8年度）開通予定。
東伯・中山道路（大栄東伯IC - 赤碕中山IC）
- 起点 : 鳥取県東伯郡琴浦町槻下（大栄東伯IC）
- 終点 : 鳥取県西伯郡大山町八重（赤碕中山IC）
- 延長 : 12.0 km
- 全線開通日 : 2011年2月27日

中山・名和道路（赤碕中山IC - 下市接続点）
- 起点 : 鳥取県西伯郡大山町八重（赤碕中山IC）
- 終点 : 鳥取県西伯郡大山町下市（名和・淀江道路接続点）
- 延長 : 4.3 km
- 全線開通日 : 2013年12月21日

名和・淀江道路（下市接続点 - 淀江IC）
- 起点 : 鳥取県西伯郡大山町下市（中山・名和道路接続点）
- 終点 : 鳥取県西伯郡大山町安原（淀江IC）
- 延長 : 12.1 km
- 全線開通日 : 2013年12月21日

米子道路（淀江IC - 米子西IC）
- 起点 : 鳥取県西伯郡大山町安原（淀江IC）
- 終点 : 鳥取県米子市陰田町（米子西IC）
- 延長 : 13.6 km
- 全線開通日 : 1998年3月20日

米子東ICから米子西ICの区間は、山陰自動車道の計画策定より前である1972年（昭和47年）より一般国道9号のバイパス道路として事業着手された道路であり、設計基準も一般の自動車専用道路並みとなっているほか、米子大橋から米子中ICにかけての上り線脇にはフェンスを隔てて歩道が設けられている箇所がある。一方、淀江ICから米子東ICの区間は、当初から山陰自動車道に並行する自動車専用道路として日本道路公団（現・NEXCO西日本）が整備・管理する有料道路であったが、民営化から半年後の2006年（平成18年）4月1日より無料開放され、現在は米子道路は全区間、国土交通省の管理となっている。
米子自動車道との連結は、現在松江方面と岡山方面のみジャンクション（米子JCT）で連結しており、鳥取方面とは平面交差点で接続している。2005年（平成17年）8月4日に松江方面→岡山方面（Bランプ）が、2006年（平成18年）8月11日に岡山方面→松江方面（Cランプ）が開通した。
安来道路（米子西IC - 東出雲IC）
- 起点 : 鳥取県米子市陰田町（米子西IC）
- 終点 : 島根県松江市東出雲町意宇南二丁目（東出雲IC）
- 延長 : 19.1 km
- 全線開通日 : 2001年3月24日

松江道路（東出雲IC - 松江玉造IC）
- 起点 : 島根県松江市東出雲町意宇南二丁目（東出雲IC）
- 終点 : 島根県松江市玉湯町湯町（玉湯バイパス西側終点）
- 延長 : 13.7 km（自専道区間 : 9.8 km、ランプ部 : 1.1 km、玉湯工区 : 2.8 km）
- 全線開通日 : 2001年3月24日

山陰自動車道の計画策定より前である1972年（昭和47年）より一般国道9号のバイパス道路として事業着手された道路であり、後に途中の東出雲ICから松江玉造ICまでの9.8 kmが山陰自動車道に並行する自動車専用道路に組み込まれた。松江玉造IC以西の区間は玉湯工区として引き続き一般道路として整備され、現道は島根県および松江市へ移管された。
山陰自動車道 / 松江自動車道（松江玉造IC - 宍道JCT）
- 起点 : 島根県松江市玉湯町布志名（松江玉造IC）
- 終点 : 島根県松江市宍道町伊志見（宍道JCT）
- 延長 : 15.7 km
- 全線開通日 : 2003年3月16日

山陰自動車道（宍道JCT - 出雲IC）
- 起点 : 島根県松江市宍道町伊志見（宍道JCT）
- 終点 : 島根県出雲市知井宮町（出雲IC）
- 延長 : 18.2 km
- 全線開通日 : 2009年11月28日

出雲・湖陵道路（出雲IC - 出雲湖陵IC）
- 起点 : 島根県出雲市知井宮町（出雲IC）
- 終点 : 島根県出雲市湖陵町三部（出雲湖陵IC）
- 延長 : 4.4 km
- 全線開通日 : 2025年3月2日

湖陵・多伎道路（出雲湖陵IC - 出雲多伎IC）
- 起点 : 島根県出雲市湖陵町三部（出雲湖陵IC）
- 終点 : 島根県出雲市多伎町久村（出雲多伎IC）
- 延長 : 4.5 km
- 全線開通日 : 2025年3月2日

多伎・朝山道路（出雲多伎IC - 大田朝山IC）
- 起点 : 島根県出雲市多伎町久村（出雲多伎IC）
- 終点 : 島根県大田市朝山町朝倉（大田朝山IC）
- 延長 : 9.0 km
- 全線開通日 : 2019年3月17日

朝山・大田道路（大田朝山IC - 大田中央・三瓶山IC）
- 起点 : 島根県大田市朝山町朝倉（大田朝山IC）
- 終点 : 島根県大田市久手町刺鹿（大田中央・三瓶山IC）
- 延長 : 6.3 km
- 全線開通日 : 2018年3月18日

大田・静間道路（大田中央・三瓶山IC - 大田静間IC）
- 起点 : 島根県大田市久手町刺鹿（大田中央・三瓶山IC）
- 終点 : 島根県大田市静間町（大田静間IC）
- 延長 : 5.0 km
- 全線開通日 : 2024年3月9日

静間・仁摩道路（大田静間IC - 仁摩・石見銀山IC）
- 起点 : 島根県大田市静間町（大田静間IC）
- 終点 : 島根県大田市仁摩町大国（仁摩・石見銀山IC）
- 延長 : 7.9 km
- 全線開通日 : 2024年3月9日

仁摩・温泉津道路（仁摩・石見銀山IC - 石見福光IC）
- 起点 : 島根県大田市仁摩町大国（仁摩・石見銀山IC）
- 終点 : 島根県大田市温泉津町福光（石見福光IC）
- 延長 : 11.8 km
- 全線開通日 : 2015年3月14日

福光・浅利道路（石見福光IC - 浅利IC）
- 起点 : 島根県大田市温泉津町福光（石見福光IC）
- 終点 : 島根県江津市松川町上河戸（浅利IC）
- 延長 : 6.5 km

2018年度（平成30年度）より事業着手された。
浅利IC - 江津IC
計画区間。当面の間、島根県道302号浅利渡津線および国道9号江津バイパスの現道を活用する予定となっている。
江津道路（江津IC - 浜田JCT）

浜田自動車道（浜田JCT - 浜田IC）

浜田道路（浜田IC - 原井IC）

浜田・三隅道路（原井IC - 石見三隅IC）

三隅・益田道路（石見三隅IC - 遠田IC）
- 起点 : 島根県浜田市三隅町三隅（石見三隅IC）
- 終点 : 島根県益田市遠田町（遠田IC）
- 延長 : 15.2 km

2012年度（平成24年度）より事業着手された。2025年度（令和7年度）開通予定。
益田道路（遠田IC - 須子IC）

未開通の久城IC - 高津IC間は、2023年度（令和5年度）より事業着手された。
益田西道路（須子IC - 戸田IC）
- 起点 : 島根県益田市戸田町（戸田IC）
- 終点 : 島根県益田市飯田町（須子IC）
- 延長 : 9.1 km

2020年度（令和2年度）より事業着手された。
益田・田万川道路（戸田IC - 田万川IC）
- 起点 : 山口県萩市下田万（田万川IC）
- 終点 : 島根県益田市戸田町（戸田IC）
- 延長 : 7.1 km

2021年度（令和3年度）より事業着手された。
田万川IC - 阿武町宇田
計画区間。
木与防災（阿武町宇田 -  阿武町木与）
- 起点 : 山口県阿武郡阿武町木与
- 終点 : 山口県阿武郡阿武町宇田
- 延長 : 5.1 km

2017年度（平成29年度）より事業着手された。
阿武町木与 - 大井IC
計画区間。
大井・萩道路（大井IC - 萩IC）
- 起点 : 山口県萩市椿（萩IC）
- 終点 : 山口県萩市大井（大井IC）
- 延長 : 11.1 km

2021年度（令和3年度）より事業着手された。
萩・三隅道路（萩IC - 三隅IC）

三隅・長門道路（三隅IC - 長門湯本温泉IC）
- 起点 : 山口県長門市深川湯本（長門湯本温泉IC）
- 終点 : 山口県長門市三隅中（三隅IC）
- 延長 : 10.0 km

2023年度（令和5年度）より事業着手された。
長門・俵山道路（長門湯本温泉IC - 俵山北IC）

俵山・豊田道路（俵山北IC - 豊田IC）
- 起点 : 山口県下関市豊田町八道（豊田IC）
- 終点 : 山口県長門市俵山小原（俵山北IC）
- 延長 : 13.9 km

2016年度（平成28年度）より事業着手された。
豊田IC - 小月IC付近
計画区間。

## インターチェンジなど
- IC番号欄の背景色が■である部分については道路が開通済みの区間を示している。また、施設名欄の背景色が■である部分は施設が供用開始されていない、または完成していない事を示す。なお、未開通区間の名称は、すべて仮称である。
- 路線名の特記がないものは市町道。
- バスストップ（BS）のうち、○は運用中、◆は休止中の施設。無印はBS無し。
- 略字は、ICはインターチェンジ、JCTはジャンクション、SAはサービスエリア、PAはパーキングエリア、TBは本線料金所、CB：チェーンベース（チェーン脱着場）をそれぞれ示す。

| IC 番号                                                                       | 施設名                                      | 接続路線名                                                       | 起点 から (km)                              | キロポスト (km)                             | BS                                          | 備考                                      | 所在地                    | 所在地        | 所在地                  |
| ----------------------------------------------------------------------------- | ------------------------------------------- | ---------------------------------------------------------------- | ------------------------------------------- | ------------------------------------------- | ------------------------------------------- | ----------------------------------------- | ------------------------- | ------------- | ----------------------- |
| E29 鳥取自動車道                                                              |                                             |                                                                  |                                             |                                             |                                             |                                           |                           |               |                         |
| 9                                                                             | 鳥取IC                                      | 国道29号（津ノ井バイパス支線）                                   | 0.0                                         | 214.2                                       |                                             |                                           | 鳥取県                    | 鳥取市        | 鳥取市                  |
| 1                                                                             | 鳥取西IC                                    | E9 山陰近畿自動車道（調査中） 県道49号鳥取河原用瀬線             | 1.8                                         | 216.0                                       |                                             |                                           | 鳥取県                    | 鳥取市        | 鳥取市                  |
| -                                                                             | 良田CB                                      | -                                                                | 5.5                                         | 219.7                                       |                                             |                                           | 鳥取県                    | 鳥取市        | 鳥取市                  |
| 2                                                                             | 吉岡温泉IC                                  | 県道191号矢矯松原線                                              | 7.1                                         | 221.3                                       |                                             |                                           | 鳥取県                    | 鳥取市        | 鳥取市                  |
| 3                                                                             | 瑞穂宝木IC                                  | 県道233号矢口鹿野線                                              | 13.0                                        | 227.2                                       |                                             | 鳥取方面出入口                            | 鳥取県                    | 鳥取市        | 鳥取市                  |
| 4                                                                             | 浜村鹿野温泉IC                              | 県道32号郡家鹿野気高線                                           | 14.7                                        | 228.9                                       |                                             | 道の駅西いなば気楽里 近接                 | 鳥取県                    | 鳥取市        | 鳥取市                  |
| 5                                                                             | 青谷IC                                      | 国道9号（青谷羽合道路 アクセス道路） 県道280号俵原青谷線         | 19.3                                        | 233.5                                       |                                             |                                           | 鳥取県                    | 鳥取市        | 鳥取市                  |
| 6                                                                             | 泊東郷IC                                    | 国道9号（現道） 県道22号倉吉青谷線                               | 26.8                                        | 241.0                                       |                                             |                                           | 鳥取県                    | 東伯郡        | 湯梨浜町                |
| -                                                                             | はわいSA                                    | -                                                                | 30.5                                        | 244.7                                       |                                             | 道の駅はわい                              | 鳥取県                    | 東伯郡        | 湯梨浜町                |
| 7                                                                             | はわいIC                                    | 国道9号（現道） 県道320号羽合東伯線 国道179号はわいバイパス      | 33.1                                        | 247.3                                       |                                             |                                           | 鳥取県                    | 東伯郡        | 湯梨浜町                |
|                                                                               | 北条IC/JCT                                  | 北条湯原道路                                                     | 37.5                                        | 251.7                                       | -                                           | 2026年度開通予定 （北条道路）             | 鳥取県                    | 東伯郡        | 北栄町                  |
|                                                                               | 大栄IC                                      |                                                                  |                                             |                                             |                                             | 事業中 工程精査中 （北条道路）            | 鳥取県                    | 東伯郡        | 北栄町                  |
| -                                                                             | （キロポスト補正点）                        | -                                                                | 45.9                                        | 260.1 262.6                                 |                                             | 事業中 工程精査中 （北条道路）            | 鳥取県                    | 東伯郡        | 北栄町                  |
| 9                                                                             | 大栄東伯IC                                  | 国道9号（現道） 県道320号羽合東伯線                              | 46.4                                        | 263.1                                       |                                             |                                           | 鳥取県                    | 東伯郡        | 琴浦町                  |
| 10                                                                            | 琴浦東IC                                    | 県道44号東伯野添線                                               | 49.1                                        | 265.8                                       |                                             |                                           | 鳥取県                    | 東伯郡        | 琴浦町                  |
| 10-1                                                                          | 琴浦PA/琴の浦IC                             |                                                                  | 53.1                                        | 269.8                                       |                                             | 道の駅琴の浦 ICは大型等・全長9m超通行禁止 | 鳥取県                    | 東伯郡        | 琴浦町                  |
| 11                                                                            | 琴浦船上山IC                                | 県道289号船上山赤碕線                                            | 55.8                                        | 272.5                                       |                                             | 鳥取方面出入口                            | 鳥取県                    | 東伯郡        | 琴浦町                  |
| 11                                                                            | 琴浦船上山IC                                | 県道289号船上山赤碕線                                            | 56.1                                        | 272.8                                       | 米子方面出入口                              |                                           | 鳥取県                    | 東伯郡        | 琴浦町                  |
| 12                                                                            | 赤碕中山IC                                  | 県道228号赤碕中山インター線 県道329号淀江琴浦線                  | 58.7                                        | 275.4                                       |                                             |                                           | 鳥取県                    | 西伯郡 大山町 | 西伯郡 大山町           |
| 12-1                                                                          | 中山IC                                      | 県道329号淀江琴浦線                                              | 60.3                                        | 277.0                                       |                                             | 米子方面出入口                            | 鳥取県                    | 西伯郡 大山町 | 西伯郡 大山町           |
| -                                                                             | （下市接続点）                              | -                                                                | 63.0                                        | 279.7                                       |                                             | 中山・名和道路と名和・淀江道路の境界      | 鳥取県                    | 西伯郡 大山町 | 西伯郡 大山町           |
| 13                                                                            | 名和IC/PA                                   | 県道240号旧奈和西坪線                                            | 67.4                                        | 284.1                                       |                                             | 道の駅大山恵みの里 近接                   | 鳥取県                    | 西伯郡 大山町 | 西伯郡 大山町           |
| 14                                                                            | 大山IC                                      | 県道158号大山口停車場大山線                                      | 72.0                                        | 288.7                                       |                                             |                                           | 鳥取県                    | 西伯郡 大山町 | 西伯郡 大山町           |
| 15                                                                            | 淀江IC                                      | 県道279号淀江インター線                                          | 75.1                                        | 291.8                                       |                                             |                                           | 鳥取県                    | 西伯郡 大山町 | 西伯郡 大山町           |
| 16                                                                            | 米子東IC                                    | 県道53号淀江岸本線                                               | 80.5                                        | 297.2                                       |                                             | 鳥取方面出入口                            | 鳥取県                    | 米子市        | 米子市                  |
| 16                                                                            | 米子JCT 米子東IC                            | E73 米子自動車道 国道431号                                       | 81.0                                        | 297.7                                       | -                                           | 松江方面のみ 松江方面出入口               | 鳥取県                    | 米子市        | 米子市                  |
| 17                                                                            | 日野川東IC                                  | 県道160号福頼市山伯耆大山停車場線 県道159号米子丸山線            | 82.6                                        | 299.3                                       |                                             | 鳥取方面出入口                            | 鳥取県                    | 米子市        | 米子市                  |
| 17                                                                            | 日野川東IC                                  | 県道160号福頼市山伯耆大山停車場線 県道159号米子丸山線            | 83.4                                        | 300.1                                       | 松江方面出入口                              |                                           | 鳥取県                    | 米子市        | 米子市                  |
| 18                                                                            | 米子南IC                                    | 国道181号（市道経由）                                            | 85.2                                        | 301.9                                       |                                             |                                           | 鳥取県                    | 米子市        | 米子市                  |
| 19-1                                                                          | 米子中IC                                    | 県道300号米子環状線                                              | 87.6                                        | 304.3                                       |                                             | 鳥取方面出入口                            | 鳥取県                    | 米子市        | 米子市                  |
| 19-2                                                                          | 米子西IC                                    | 国道180号                                                        | 88.1                                        | 304.8                                       |                                             | 鳥取方面出入口                            | 鳥取県                    | 米子市        | 米子市                  |
| 19                                                                            | 米子西IC                                    | 国道180号                                                        | 88.1                                        | 304.8                                       | 松江方面出入口                              |                                           | 鳥取県                    | 米子市        | 米子市                  |
| 20                                                                            | 安来IC/TB                                   | 県道334号安来インター線                                          | 94.7                                        | 311.4                                       |                                             |                                           | 島根県                    | 安来市        | 安来市                  |
| -                                                                             | 安来SIC                                     |                                                                  |                                             |                                             |                                             | 事業中                                    | 島根県                    | 安来市        | 安来市                  |
| 21                                                                            | 東出雲IC                                    | 国道9号（現道）                                                  | 107.2                                       | 323.9                                       |                                             |                                           | 島根県                    | 松江市        | 松江市                  |
| 22                                                                            | 竹矢IC                                      | 県道247号八重垣神社竹矢線                                        | 109.4                                       | 326.1                                       |                                             | 米子方面出入口                            | 島根県                    | 松江市        | 松江市                  |
| 22                                                                            | 竹矢IC                                      | 県道247号八重垣神社竹矢線                                        | 109.8                                       | 326.5                                       | 出雲方面出入口                              |                                           | 島根県                    | 松江市        | 松江市                  |
| 23                                                                            | 矢田IC                                      |                                                                  | 110.7                                       | 327.4                                       |                                             |                                           | 島根県                    | 松江市        | 松江市                  |
| 23-1                                                                          | 松江JCT                                     | 境港出雲道路（松江だんだん道路）                                 | 111.5                                       | 328.2                                       | -                                           |                                           | 島根県                    | 松江市        | 松江市                  |
| 24                                                                            | 松江東IC                                    |                                                                  | 112.4                                       | 329.1                                       |                                             |                                           | 島根県                    | 松江市        | 松江市                  |
| 25                                                                            | 松江中央IC                                  | 県道21号松江島根線（市道経由） 県道246号八重垣神社線（市道経由） | 114.1                                       | 330.8                                       |                                             | 米子方面出入口                            | 島根県                    | 松江市        | 松江市                  |
| 25                                                                            | 松江中央IC                                  | 県道21号松江島根線（市道経由） 県道246号八重垣神社線（市道経由） | 115.1                                       | 331.8                                       | 出雲方面出入口                              |                                           | 島根県                    | 松江市        | 松江市                  |
| 26                                                                            | 松江西IC                                    | 県道24号松江木次線                                               | 116.1                                       | 332.8                                       |                                             |                                           | 島根県                    | 松江市        | 松江市                  |
| 27                                                                            | 松江玉造IC                                  | 国道9号（松江道路 玉湯バイパス）                                 | 116.8                                       | 333.5                                       |                                             |                                           | 島根県                    | 松江市        | 松江市                  |
| -                                                                             | 松江玉造TB                                  | -                                                                | 118.2                                       | 334.9                                       | -                                           |                                           | 島根県                    | 松江市        | 松江市                  |
| -                                                                             | 宍道湖SA                                    | -                                                                | 119.4 119.7                                 | 336.1 336.4                                 | ○                                           | 出雲方面 米子方面                         | 島根県                    | 松江市        | 松江市                  |
| -                                                                             | 宍道BS                                      | -                                                                | 129.5                                       | 346.2                                       | ○                                           |                                           | 島根県                    | 松江市        | 松江市                  |
| 28                                                                            | 宍道IC                                      | 県道57号宍道インター線                                           | 130.9                                       | 347.6                                       |                                             |                                           | 島根県                    | 松江市        | 松江市                  |
| 29                                                                            | 宍道JCT                                     | E54 松江自動車道                                                 | 132.5                                       | 349.2                                       | -                                           |                                           | 島根県                    | 松江市        | 松江市                  |
| 30                                                                            | 斐川IC                                      | 県道183号斐川上島線                                              | 137.1                                       | 353.8                                       | ○                                           |                                           | 島根県                    | 出雲市        | 出雲市                  |
| -                                                                             | 斐川TB                                      |                                                                  | 137.2                                       | 353.9                                       | -                                           |                                           | 島根県                    | 出雲市        | 出雲市                  |
| 31                                                                            | 出雲IC                                      | 境港出雲道路（県道337号出雲インター線）                          | 150.7                                       | 367.4                                       |                                             |                                           | 島根県                    | 出雲市        | 出雲市                  |
| 32                                                                            | 出雲湖陵IC                                  | 県道39号湖陵掛合線                                               | 155.1                                       | 371.8                                       |                                             |                                           | 島根県                    | 出雲市        | 出雲市                  |
| 33                                                                            | 出雲多伎IC                                  | 県道340号出雲多伎インター線                                      | 159.6                                       | 376.3                                       |                                             | 道の駅キララ多伎 近接                     | 島根県                    | 出雲市        | 出雲市                  |
| 34                                                                            | 大田朝山IC                                  | 県道286号池田久手停車場線                                        | 168.6                                       | 385.3                                       |                                             |                                           | 島根県                    | 大田市        | 大田市                  |
| 35                                                                            | 大田中央・三瓶山IC                          | 国道9号（現道）                                                  | 174.9                                       | 391.6                                       |                                             | 道の駅ロード銀山 近接                     | 島根県                    | 大田市        | 大田市                  |
| 36                                                                            | 大田静間IC                                  | 国道9号（現道）                                                  | 179.9                                       | 396.6                                       |                                             |                                           | 島根県                    | 大田市        | 大田市                  |
| 37                                                                            | 仁摩・石見銀山IC                            | 県道31号仁摩邑南線                                               | 187.8                                       | 404.5                                       |                                             | 道の駅ごいせ仁摩 近接                     | 島根県                    | 大田市        | 大田市                  |
| 38                                                                            | 湯里IC                                      | 国道9号（現道）                                                  | 193.7                                       | 410.4                                       |                                             |                                           | 島根県                    | 大田市        | 大田市                  |
| 39                                                                            | 温泉津IC                                    | 国道9号（現道）                                                  | 197.2                                       | 413.9                                       |                                             |                                           | 島根県                    | 大田市        | 大田市                  |
| 40                                                                            | 石見福光IC                                  | 国道9号（現道）                                                  | 199.6                                       | 416.3                                       |                                             |                                           | 島根県                    | 大田市        | 大田市                  |
|                                                                               | 青波IC                                      | 国道9号（現道）                                                  |                                             |                                             |                                             | 事業中 （福光・浅利道路）                 | 島根県                    | 江津市        | 江津市                  |
|                                                                               | 浅利IC                                      | 県道302号浅利渡津線バイパス                                      | 206.1                                       | 422.8                                       |                                             | 事業中 （福光・浅利道路）                 | 島根県                    | 江津市        | 江津市                  |
| 当面現道活用区間（県道302号浅利渡津線バイパス） 工業団地前交差点 - 渡津交差点 |                                             |                                                                  |                                             |                                             |                                             |                                           | 島根県                    | 江津市        | 江津市                  |
| 当面現道活用区間（国道9号江津バイパス） 渡津交差点 - 江津IC                   |                                             |                                                                  |                                             |                                             |                                             |                                           | 島根県                    | 江津市        | 江津市                  |
|                                                                               | 江津IC                                      | 国道9号（江津バイパス） 県道330号江津インター線                  | 0.0                                         | 438.5                                       |                                             |                                           | 島根県                    | 江津市        | 江津市                  |
|                                                                               | 江津西IC                                    | 県道299号下府江津線                                              | 5.1                                         | 443.6                                       |                                             |                                           | 島根県                    | 江津市        | 江津市                  |
|                                                                               | 浜田東IC                                    | 県道254号はまだリゾート線                                        | 11.1                                        | 449.6                                       |                                             |                                           | 島根県                    | 浜田市        | 浜田市                  |
| 3-2                                                                           | 浜田JCT                                     | E74 浜田自動車道                                                 | 14.5                                        | 453.0 55.3                                  | -                                           | E74 浜田自動車道                          | 島根県                    | 浜田市        | 浜田市                  |
| -                                                                             | 浜田TB                                      | -                                                                | 15.2                                        | 56.0                                        | -                                           | E74 浜田自動車道                          | 島根県                    | 浜田市        | 浜田市                  |
| 4                                                                             | 浜田IC                                      | 国道9号（浜田バイパス 現道方面）                                 | 15.8                                        | 56.6 453.8                                  |                                             | E74 浜田自動車道                          | 島根県                    | 浜田市        | 浜田市                  |
|                                                                               | 相生IC                                      | 国道186号                                                        | 17.8                                        | 455.8                                       |                                             |                                           | 島根県                    | 浜田市        | 浜田市                  |
|                                                                               | 竹迫IC                                      |                                                                  | 19.8                                        | 457.8                                       |                                             |                                           | 島根県                    | 浜田市        | 浜田市                  |
| -                                                                             | 休憩施設                                    | -                                                                | 21.0                                        | 459.0                                       |                                             | 道の駅ゆうひパーク浜田                    | 島根県                    | 浜田市        | 浜田市                  |
|                                                                               | 原井IC                                      | 国道9号（浜田バイパス 現道方面）                                 | 21.8                                        | 459.8                                       |                                             | 江津方面出入口                            | 島根県                    | 浜田市        | 浜田市                  |
|                                                                               | 浜田港IC                                    | 県道339号浜田港インター線                                        | 22.4                                        | 460.4                                       |                                             |                                           | 島根県                    | 浜田市        | 浜田市                  |
|                                                                               | 西村IC                                      | 国道9号（現道）                                                  | 29.9                                        | 467.9                                       |                                             |                                           | 島根県                    | 浜田市        | 浜田市                  |
|                                                                               | 石見三隅IC                                  | 国道9号（現道）                                                  | 36.3                                        | 474.3                                       |                                             |                                           | 島根県                    | 浜田市        | 浜田市                  |
|                                                                               | 岡見IC                                      | 国道9号（現道）                                                  |                                             |                                             |                                             | 2025年度開通予定 （三隅・益田道路）       | 島根県                    | 浜田市        | 浜田市                  |
|                                                                               | 鎌手IC                                      | 国道9号（現道）                                                  |                                             |                                             |                                             | 2025年度開通予定 （三隅・益田道路）       | 島根県                    | 益田市        | 益田市                  |
|                                                                               | 遠田IC                                      | 国道9号（現道）                                                  | 51.5                                        | 493.0                                       |                                             | 山口方面出入口                            | 島根県                    | 益田市        | 益田市                  |
|                                                                               | 久城IC                                      | 県道333号久城インター線                                          | 53.2                                        | 494.7                                       |                                             | 浜田方面出入口                            | 島根県                    | 益田市        | 益田市                  |
| 当面現道活用区間（県道333号久城インター線）                                   | 当面現道活用区間（県道333号久城インター線） | 当面現道活用区間（県道333号久城インター線）                      | 当面現道活用区間（県道333号久城インター線） | 当面現道活用区間（県道333号久城インター線） | 当面現道活用区間（県道333号久城インター線） | 事業中 （益田道路 久城 - 高津）           | 島根県                    | 益田市        | 益田市                  |
|                                                                               | 高津IC                                      | 国道191号 県道333号久城インター線                                | 56.0                                        | 497.7                                       |                                             | 山口方面出入口                            | 島根県                    | 益田市        | 益田市                  |
|                                                                               | 萩・石見空港IC                              | 県道331号石見空港飯田線                                          | 57.7                                        | 499.4                                       |                                             |                                           | 島根県                    | 益田市        | 益田市                  |
|                                                                               | 須子IC（角井西交差点）                      | 国道9号（現道）                                                  | 59.3                                        | 501.0                                       |                                             |                                           | 島根県                    | 益田市        | 益田市                  |
|                                                                               | 白上IC                                      |                                                                  |                                             |                                             |                                             | 事業中 （益田西道路）                     | 島根県                    | 益田市        | 益田市                  |
|                                                                               | 戸田IC                                      | 国道191号（現道）                                                |                                             |                                             |                                             | 事業中 （益田西道路）                     | 島根県                    | 益田市        | 益田市                  |
| 事業中 （益田・田万川道路）                                                   | 戸田IC                                      | 国道191号（現道）                                                |                                             |                                             |                                             |                                           | 島根県                    | 益田市        | 益田市                  |
|                                                                               | 田万川IC                                    |                                                                  |                                             |                                             |                                             | 山口県                                    | 萩市                      | 萩市          |                         |
| 計画路線（田万川 - 宇田）                                                     |                                             |                                                                  |                                             |                                             |                                             | 山口県                                    | 萩市                      | 萩市          |                         |
|                                                                               | 阿武町宇田                                  | 国道191号（現道）                                                |                                             |                                             |                                             | 山口県                                    | 事業中 （木与防災）       | 阿武郡 阿武町 | 阿武郡 阿武町           |
|                                                                               | 阿武町木与                                  | 国道191号（現道）                                                |                                             |                                             |                                             | 山口県                                    | 事業中 （木与防災）       | 阿武郡 阿武町 | 阿武郡 阿武町           |
| 計画路線（木与 - 大井）                                                       | 計画路線（木与 - 大井）                     | 計画路線（木与 - 大井）                                          | 計画路線（木与 - 大井）                     | 計画路線（木与 - 大井）                     | 計画路線（木与 - 大井）                     | 計画路線（木与 - 大井）                   | 萩市                      | 萩市          |                         |
|                                                                               | 大井IC                                      |                                                                  |                                             |                                             |                                             | 山口県                                    | 萩市                      | 萩市          | 事業中 （大井・萩道路） |
|                                                                               | 萩東IC                                      |                                                                  |                                             |                                             |                                             | 山口県                                    | 萩市                      | 萩市          | 事業中 （大井・萩道路） |
|                                                                               | 萩IC                                        | 県道32号萩秋芳線 小郡萩道路                                      | 0.0                                         | 101.7                                       |                                             | 山口県                                    | 萩市                      | 萩市          |                         |
|                                                                               | 三見IC                                      | 県道296号三見停車場三見市線                                      | 5.7                                         | 96.0                                        |                                             | 山口県                                    | 萩市                      | 萩市          |                         |
|                                                                               | 明石IC/PA                                   | 県道64号萩三隅線                                                 | 8.1                                         | 93.6                                        |                                             | 山口県                                    | 萩市                      | 萩市          | 道の駅萩・さんさん三見  |
|                                                                               | 三隅IC                                      | 国道191号（現道）                                                | 15.2                                        | 86.5                                        |                                             | 山口県                                    |                           | 長門市        | 長門市                  |
|                                                                               | 仙崎IC                                      | 県道34号下関長門線 県道282号仙崎停車場小浜線                     |                                             |                                             |                                             | 山口県                                    | 事業中 （三隅・長門道路） | 長門市        | 長門市                  |
|                                                                               | 長門湯本温泉IC                              | 国道316号                                                        | 0.0                                         | 0.0                                         |                                             | 山口県                                    |                           | 長門市        | 長門市                  |
|                                                                               | 俵山北IC                                    | 県道34号下関長門線                                               | 5.5                                         | 5.5                                         |                                             | 山口県                                    |                           | 長門市        | 長門市                  |
|                                                                               | 俵山温泉IC                                  | 県道38号美祢油谷線                                               |                                             |                                             |                                             | 山口県                                    | 事業中 （俵山・豊田道路） | 長門市        | 長門市                  |
|                                                                               | 豊田IC                                      | 国道435号                                                        |                                             |                                             |                                             | 山口県                                    | 事業中 （俵山・豊田道路） | 下関市        | 下関市                  |
| 計画路線（豊田 - 小月）                                                       |                                             |                                                                  |                                             |                                             |                                             | 山口県                                    |                           | 下関市        | 下関市                  |
|                                                                               | （小月IC付近）                              | E2A 中国自動車道                                                 |                                             |                                             |                                             | 山口県                                    |                           | 下関市        | 下関市                  |
| E2A 中国自動車道                                                              |                                             |                                                                  |                                             |                                             |                                             |                                           |                           |               |                         |

- 開通済区間のキロポストについては以下の通りとなっている。
  - 鳥取IC - 浜田JCT間・浜田IC - 須子IC間 : 国道9号のバイパス路線として開通した経緯から、並行する国道9号に準じ、高速自動車国道（A路線）・高速自動車国道に並行する一般国道自動車専用道路（A'路線）に関係なく京都市下京区の烏丸五条交差点（国道9号起点）からのキロ数表示（順方向）。
    - 鳥取IC - はわいIC間 : 鳥取ICの214.2KPを基準に設置されている（鳥取IC : 214.2、はわいIC : 247.3）。
    - 大栄東伯ICから鳥取方面へ500mの地点 (262.6KP) でキロポスト補正 (+2.5 km) が行われる（260.0KPの次は262.6KP）。
    - 大栄東伯IC - 出雲IC間・出雲多伎IC - 石見福光IC間 : 大栄東伯ICの263.1KPを基準に設置されている（大栄東伯IC : 263.1、出雲IC : 367.4、出雲多伎IC : 376.3、大田中央・三瓶山IC : 391.6、仁摩・石見銀山IC : 404.5、石見福光IC : 416.3）。
    - 江津IC - 浜田JCT間 : 江津ICの438.5KPを基準に設置されている（江津IC : 438.5、浜田JCT : 453.0）。
    - 浜田IC - 石見三隅IC間 : 浜田ICの453.8KPを基準に設置されている（浜田IC : 453.8、石見三隅IC : 474.3）。
    - 遠田IC - 久城IC間 : 遠田ICの493.0KPを基準に設置されている（遠田IC : 493.0、久城IC : 494.7）。
    - 高津IC - 須子IC間 : 高津ICの497.7KPを基準に設置されている（高津IC : 497.7、須子IC : 501.0）。

  - 浜田JCT - 浜田IC間 : 浜田自動車道のキロ数表示（浜田JCT : 55.3、浜田IC : 56.6）。
  - 萩IC - 三隅IC間 : 国道191号のバイパス路線として開通した経緯から、並行する国道191号に準じ、山口県下関市の下関駅西口交差点（国道191号起点）からのキロ数表示（逆方向）（萩IC : 101.7、三隅IC : 86.5）。
  - 長門湯本温泉IC - 俵山北IC間 : 長門湯本温泉ICの0.0KPを基準に設置されている（長門湯本温泉IC : 0.0、俵山北IC : 5.5）。

## 歴史
| 1985 | (9月)米子南IC - 米子西IC                                                                                  |
| 1986 | |
| 1987 | |
| 1988 | |
| 1989 | (3月)古志原地区 (6月)浜田IC - 相生IC (10月)(浜田自動車道として)浜田JCT - 浜田IC (12月)米子東IC - 米子南IC |
| 1990 | |
| 1991 | (3月)古志原地区 - 松江西IC                                                                                |
| 1992 | |
| 1993 | (3月)松江東IC - 古志原地区 (6月)相生IC - 原井IC                                                           |
| 1994 | |
| 1995 | |
| 1996 | |
| 1997 | |
| 1998 | (3月)淀江IC - 米子東IC、米子西IC - 安来IC (4月)松江西IC - 松江玉造IC                                      |
| 1999 | |
| 2000 | |
| 2001 | (3月)松江玉造IC - 宍道IC、安来IC - 松江東IC                                                               |
| 2002 | |
| 2003 | (3月)宍道IC - 宍道JCT、青谷IC - はわいIC (9月)江津IC - 浜田JCT                                            |
| 2004 | |
| 2005 | |
| 2006 | (11月)宍道JCT - 斐川IC                                                                                    |
| 2007 | (3月)高津IC - 須子IC (9月)大山IC - 淀江IC                                                                 |
| 2008 | (2月)明石IC - 三隅IC (3月)名和IC - 大山IC                                                                 |
| 2009 | (11月)斐川IC - 出雲IC                                                                                     |
| 2010 | (3月)遠田IC - 久城IC                                                                                      |
| 2011 | (2月)大栄東伯IC - 赤碕中山IC (9月)萩IC - 明石IC                                                           |
| 2012 | |
| 2013 | (12月)鳥取IC - 鳥取西IC、赤碕中山IC - 名和IC                                                              |
| 2014 | (3月)湯里IC - 石見福光IC                                                                                  |
| 2015 | (3月)仁摩・石見銀山IC - 湯里IC、原井IC - 西村IC                                                           |
| 2016 | (12月)西村IC - 石見三隅IC                                                                                 |
| 2017 | |
| 2018 | (3月)大田朝山IC - 大田中央・三瓶山IC                                                                      |
| 2019 | (3月)出雲多伎IC - 大田朝山IC (5月)鳥取西IC - 青谷IC (9月)長門湯本温泉IC - 俵山北IC                        |
| 2020 | |
| 2021 | |
| 2022 | |
| 2023 | |
| 2024 | (3月)大田中央・三瓶山IC - 仁摩・石見銀山IC                                                                |
| 2025 | (3月)出雲IC - 出雲多伎IC                                                                                  |

- 1972年（昭和47年）
  - 米子バイパス（日野川東IC - 米子西IC間）が事業化。
  - 松江バイパスが事業化。
- 1982年（昭和57年）
  - 米子バイパス（米子東IC - 日野川東IC間）が事業化。
- 1985年（昭和60年）
  - 9月7日 : 米子南IC - 米子西IC間（米子バイパス）が一般道路として開通。
- 1986年（昭和61年）
  - 青谷・羽合道路（泊東郷IC - はわいIC間）、米子バイパス（淀江IC - 米子東IC間）が事業化。
- 1987年（昭和62年）
  - 6月30日 : 第四次全国総合開発計画（四全総）が閣議決定され、鳥取県鳥取市から山口県下関市までの高規格幹線道路が構想される。
  - 9月1日 : 四全総を受け国土開発幹線自動車道建設法が改正され、国土開発幹線自動車道の予定路線となる。
- 1989年（平成元年）
  - 3月1日 : 松江バイパス（古志原地区）が4車線開通。
  - 6月22日 : 長沢（起点） - 三宮ランプ（現・相生IC）間（浜田バイパス）が開通。
  - 10月18日 : 浜田自動車道の旭IC - 浜田IC間が開通。浜田バイパスと浜田自動車道が接続。
  - 12月6日 : 米子バイパスが自動車専用道路に指定。
  - 12月7日 : 米子東IC - 米子南IC間（米子バイパス）が開通。
  - 12月14日 : 米子自動車道の江府IC - 米子IC間が開通。この時は米子バイパスと直接接続しておらず、双方共にランプウェイを出て交差点を経由する必要があった。
- 1991年（平成3年）
  - 3月12日 : 古志原地区 - 松江西ランプ（現・松江西IC）間（松江バイパス）が開通。
- 1992年（平成4年）
  - 青谷・羽合道路（青谷IC - 泊東郷IC間）、萩・三隅道路（三見IC - 三隅IC間）が事業化。
- 1993年（平成5年）
  - 3月11日 : 松江東ランプ（現・松江東IC） - 古志原地区間（松江バイパス）が開通。
  - 6月3日 : 三宮ランプ（現・相生IC） - 熱田（終点）間（浜田バイパス）が開通。
- 1995年（平成7年）
  - 11月30日 : 道路審議会答申、並行する一般国道自動車専用道路による代替が示される。
    - 青谷・羽合道路、北条道路、東伯・中山道路、名和・淀江道路、米子道路、安来道路、松江道路、仁摩・温泉津道路、江津道路、浜田道路、浜田・三隅道路、益田道路、萩・三隅道路（この頃から米子バイパス、松江バイパス、浜田バイパスの道路名称がバイパスから道路に変わる）。
- 1996年（平成8年）
  - 名和・淀江道路（名和IC - 淀江IC間）、益田道路（遠田IC - 久城IC、高津IC - 須子IC間）が事業化。
- 1998年（平成10年）
  - 3月20日 : 淀江大山IC（現・淀江IC） - 米子東IC間（米子道路）、米子西IC - 安来IC間（安来道路）が一般有料道路（自動車専用道路）として開通。
  - 3月31日 : 中山・名和道路、名和・淀江道路の都市計画決定。
  - 4月17日 : 松江西IC - 松江玉造IC間（松江道路）が開通。
- 1999年（平成11年）
  - 3月31日 : 東伯・中山道路の都市計画決定。
  - 東伯・中山道路が事業化。
- 2001年（平成13年）
  - 3月24日 : 松江玉造IC - 宍道IC間、安来IC - 東出雲IC間（安来道路）、東出雲IC - 松江東IC間（松江道路）が開通。これにより島根県松江市が日本の高速道路網に組み込まれる。
- 2002年（平成14年）
  - 8月10日 : 名和・淀江道路が着工開始。
- 2003年（平成15年）
  - 3月16日 : 宍道IC - 宍道JCT間が開通。同時開通の松江自動車道と接続。
  - 3月21日 : 青谷IC - はわいIC間（青谷・羽合道路）が開通。
  - 9月21日 : 江津IC - 浜田JCT間（江津道路）が開通。浜田自動車道と接続。
  - 10月18日 : 東伯・中山道路が工事着手。
- 2004年（平成16年）
  - 仁摩・温泉津道路、浜田・三隅道路が事業化。
- 2005年（平成17年）
  - 鳥取西道路（I期）、萩・三隅道路（萩IC - 三見IC間）が事業化。
  - 4月 : 矢田IC - 古志原地区（松江道路）が4車線化開通。
  - 8月4日 : 米子JCTが一部供用開始。山陰自動車道（米子道路） 出雲・松江方面 ⇒ 米子自動車道 岡山・大阪方面の片方向が直結。
  - 11月10日 : 青谷・羽合道路アクセス道路（一般道路）との接続に伴う青谷ICの改良工事に伴い、青谷IC - 泊東郷IC間が終日通行止となる。
  - 11月30日 : 青谷IC - 泊東郷IC間の通行止が解除し、同時開通の青谷・羽合道路アクセス道路（一般道路）と接続。
- 2006年（平成18年）
  - 名和・淀江道路（大山町下市 - 名和IC間）、多伎・朝山道路が事業化。
  - 4月1日 : 淀江大山IC（現・淀江IC） - 米子東IC間（米子道路）が無料開放される。
  - 7月18日 : 宍道湖SA近くの下り線（337.3KP付近）の地すべりによる土砂流れ込みにより松江玉造IC - 宍道IC間が通行止となる。通行止区間内の宍道湖SAは営業休止。
  - 8月10日 : 松江玉造IC - 宍道IC間が仮復旧により通行止解除（宍道湖SAも含む）。
  - 8月11日 : 米子JCTが一部供用開始。米子自動車道 大阪・岡山方面 ⇒ 山陰自動車道（米子道路） 松江・出雲方面の片方向が直結。
  - 9月21日 : 宍道ICに料金所設置。
  - 10月31日 : 江津道路と安来道路において深夜割引と通勤割引を試行導入。
  - 11月13日 - 11月17日 : 災害復旧工事のため、松江玉造IC - 宍道IC間で夜間通行止（20:00 - 翌朝6:00）を実施。通行止区間内の宍道湖SAは営業休止。
  - 11月18日 : 松江玉造IC - 宍道IC間が正式に復旧。
  - 11月25日 : 宍道JCT - 斐川IC間が開通。同時に、青谷IC - はわいIC間、淀江大山IC（現・淀江IC） - 斐川IC間のIC/JCT番号が付与される。
- 2007年（平成19年）
  - 2月27日 : 山陰道道路案内標識改善検討委員会で検討されていた山陰道標識改善プロジェクトにより一部標識を変更[41]。
  - 3月24日 : 高津IC - 角井西交差点（須子IC）間（益田道路）が開通。
  - 3月 : 松江中央IC - 松江玉造IC間（松江道路）が4車線化開通。
  - 鳥取西道路（II期）、中山・名和道路、朝山・大田道路が事業化。
  - 9月29日 : 大山IC - 淀江IC間（名和・淀江道路）が開通。同時に淀江大山ICを「淀江IC」に名称変更。
- 2008年（平成20年）
  - 1月 : 古志原地区 - 松江中央IC（松江道路）が4車線化開通。
  - 2月23日 : 明石IC - 三隅IC間（萩・三隅道路）が開通。
  - 3月29日 : 名和IC - 大山IC間（名和・淀江道路）が開通。
  - 鳥取西道路（III期）、出雲・湖陵道路、静間・仁摩道路、長門・俵山道路が事業化。
- 2009年（平成21年）
  - 1月28日 : 米子西ICにランプを増設し、米子中ICと米子西ICに分割。新しい米子西ICの出口が供用開始[42]。
  - 2月26日 : 新しい米子西ICの入口が供用開始。
  - 4月4日 : 名和PA（道の駅大山恵みの里） 供用開始。
  - 11月28日 : 斐川IC - 出雲IC間が開通。
- 2010年（平成22年）
  - 2月2日 : 有料区間（米子西IC - 東出雲IC間、松江玉造IC - 出雲IC間、江津IC - 浜田JCT間）の全線が高速道路無料化社会実験の対象区間に指定。
  - 3月27日 : 遠田IC - 久城IC間（益田道路）が開通。
  - 4月 : 新出雲郷大橋付近 - 矢田IC間（松江道路）が4車線化開通。
  - 6月28日 : 有料区間の全線が高速道路無料化社会実験により無料化。
- 2011年（平成23年）
  - 2月27日 : 大栄東伯IC - 赤碕中山IC間（東伯・中山道路）が開通。
  - 3月 : 東出雲IC - 新出雲郷大橋付近 間（松江道路）が4車線化開通。
  - 4月1日 : 有料区間における無料化社会実験が終了。
  - 9月23日 : 萩IC - 明石IC間（萩・三隅道路）が開通。
- 2012年（平成24年）
  - 3月24日 : 松江JCTが供用開始。同時開通の松江だんだん道路と接続。
  - 湖陵・多伎道路、大田・静間道路、三隅・益田道路が事業化。
  - 米子道路（日野川東IC - 米子南IC間）の付加車線が事業化。
- 2013年（平成25年）
  - 12月14日 : 鳥取IC - 鳥取西IC間（鳥取西道路）が開通。
  - 12月21日 : 赤碕中山IC - 名和IC間（名和・淀江道路、 中山・名和道路）が開通。
- 2014年（平成26年）
  - 3月15日 : 湯里IC - 石見福光IC間（仁摩・温泉津道路）が開通。
  - 9月30日 : 浜田・三隅道路のIC名称が決定。既開通の浜田道路のIC名も正式決定[43]。
- 2015年（平成27年）
  - 3月14日 : 仁摩・石見銀山IC - 湯里IC間（仁摩・温泉津道路）、原井IC - 西村IC間（浜田・三隅道路）が開通[44]。
- 2016年（平成28年）
  - 福光・浅利道路、俵山・豊田道路が事業化[45]。
  - 12月18日 : 西村IC - 石見三隅IC間（浜田・三隅道路）が開通[46]。
- 2017年（平成29年）
  - 北条道路、木与防災が事業化。
  - 11月2日 : 鳥取西道路のIC名称が正式決定[47]。
  - 11月15日 : 鳥取西道路との接続に伴う青谷ICの改良工事に伴い、泊東郷IC - 八束水交差点間の上下線が終日通行止め（ - 11月30日）[48]。
  - 11月21日 : 浜村鹿野温泉IC - 青谷IC間の開通を当初予定していた当年12月17日から延期することを発表[49]。法面変状が発生したことによる[49]。
  - 11月30日 : 鳥取西道路との接続延期に伴い、青谷ICの改良工事を一部変更。泊東郷IC - 八束水交差点間の上下線の通行止が解除（区間内の青谷ICは閉鎖）[50]。
  - 12月14日 : 青谷ICの供用再開[51]。
- 2018年（平成30年）
  - 3月18日 : 大田朝山IC - 大田中央・三瓶山IC間（朝山・大田道路）が開通[52][53]。
- 2019年（平成31年/令和元年）
  - 3月17日 : 出雲多伎IC - 大田朝山IC間（多伎・朝山道路）が開通[54]。
  - 4月27日 : 琴の浦IC 供用開始[55]。
  - 5月12日 : 鳥取西IC - 青谷IC間（鳥取西道路）が開通[56]。日本における令和最初の高速道路の延伸。
  - 9月4日：国土交通省が山陰道の暫定2車線区間のうち、米子西IC - 東出雲ICと松江玉造IC - 宍道JCTと江津IC - 江津西ICを10 - 15年後を目処に4車線化する優先整備区間に選定する方針を発表[13][14][15]。
  - 9月8日 : 長門湯本温泉IC - 俵山北IC間（長門・俵山道路）が開通[11]。
- 2020年（令和2年）
  - 益田西道路が事業化[32]。
- 2021年（令和3年）
  - 3月5日 : 国土交通省が山陰道の4車線化優先整備区間のうち、2021年度に新たに4車線化事業に着手する候補箇所として米子西IC - 安来IC間を選定[57][58][59]。
  - 3月30日：米子西IC - 安来IC間において、国土交通省より4車線化工事の事業許可を受ける[60]。
  - 益田・田万川道路および大井・萩道路が事業化[33][35]。
- 2023年（令和5年）
  - 益田道路（久城IC - 高津IC間）および三隅・長門道路が事業化[31][36]。
- 2024年（令和6年）
  - 3月1日：国土交通省が4車線化優先整備区間のうち、2024年度に新たに4車線化事業に着手する候補箇所として松江玉造IC - 宍道JCT間の一部（延長3.0 km）を選定[61]。
  - 3月9日：大田中央・三瓶山IC - 大田静間IC間（大田・静間道路）、大田静間IC - 仁摩・石見銀山IC間（静間・仁摩道路）が開通[25]。
  - 3月27日：松江玉造IC - 宍道JCT間の一部（延長3.0 km）において、国土交通省より4車線化工事の事業許可を受ける[62]。
- 2025年（令和7年）
  - 3月2日 : 出雲IC - 出雲湖陵IC間（出雲・湖陵道路）、出雲湖陵IC - 出雲多伎IC間（湖陵・多伎道路）が開通[63]。

### 開通予定年度
- 2025年度 : 石見三隅IC - 遠田IC[30][注釈 6]
- 2026年度 : はわいIC - 北条IC/JCT[18][注釈 5]
- 未定 : 北条IC/JCT - 大栄東伯IC、石見福光IC - 浅利IC、久城IC - 高津IC、須子IC - 戸田IC、戸田IC - 田万川IC、阿武町宇田 - 阿武町木与、大井IC - 萩IC、三隅IC - 長門湯本温泉IC、俵山北IC - 豊田IC

## 路線状況

### 車線・最高速度・料金
| 区間                                    | 車線 上下線=上り線+下り線 | 最高速度 | 料金 | 備考 |
| --------------------------------------- | ------------------------- | -------- | ---- | ---- |
| 鳥取IC - はわいIC                       | 2=1+1 （暫定2車線）       | 70 km/h  | 無料 |      |
| （はわいIC - 大栄東伯IC間未開通）       |                           |          |      |      |
| 大栄東伯IC - 大山IC                     | 2=1+1 （暫定2車線）       | 70 km/h  | 無料 |      |
| 大山IC - 淀江IC                         | 4=2+2                     | 70 km/h  | 無料 |      |
| 淀江IC - 米子東IC/米子JCT               | 2=1+1 （暫定2車線）       | 70 km/h  | 無料 |      |
| 米子東IC/米子JCT - 日野川東IC           | 4=2+2                     | 60 km/h  | 無料 |      |
| 日野川東IC - 米子中IC                   | 2=1+1 （暫定2車線）       | 60 km/h  | 無料 |      |
| 米子中IC - 米子西IC                     | 4=2+2                     | 60 km/h  | 無料 |      |
| 米子西IC - 東出雲IC                     | 2=1+1 （暫定2車線）       | 70 km/h  | 有料 | ※1   |
| 東出雲IC - 松江玉造IC                   | 4=2+2                     | 80 km/h  | 無料 |      |
| 松江玉造IC - 宍道IC                     | 2=1+1 （暫定2車線）       | 70 km/h  | 有料 | ※1   |
| 宍道IC - 宍道JCT                        | 4=2+2                     | 70 km/h  | 有料 | ※1   |
| 宍道JCT - 出雲IC                        | 2=1+1 （暫定2車線）       | 70 km/h  | 有料 |      |
| 出雲IC - 石見福光IC                     | 2=1+1 （暫定2車線）       | 70 km/h  | 無料 |      |
| （石見福光IC - 浅利IC間未開通）         |                           |          |      |      |
| 当面現道活用区間（県道302号浅利渡津線） |                           |          |      |      |
| 当面現道活用区間（国道9号江津バイパス） |                           |          |      |      |
| 江津IC - 浜田JCT                        | 2=1+1 （暫定2車線）       | 70 km/h  | 有料 | ※2   |
| 浜田JCT - 浜田IC                        | 4=2+2                     | 50 km/h  | 有料 |      |
| 浜田IC - 竹迫IC                         | 2=1+1 （暫定2車線）       | 60 km/h  | 無料 |      |
| 竹迫IC - 原井IC                         | 4=2+2                     | 70 km/h  | 無料 |      |
| 原井IC - 石見三隅IC                     | 2=1+1 （暫定2車線）       | 70 km/h  | 無料 |      |
| （石見三隅IC - 遠田IC間未開通）         |                           |          |      |      |
| 遠田IC - 久城IC                         | 2=1+1 （暫定2車線）       | 60 km/h  | 無料 |      |
| （久城IC - 高津IC間未開通）             |                           |          |      |      |
| 高津IC - 須子IC                         | 2=1+1 （暫定2車線）       | 60 km/h  | 無料 |      |
| （須子IC - 萩IC間未開通）               |                           |          |      |      |
| 萩IC - 三隅IC                           | 2=1+1 （暫定2車線）       | 70 km/h  | 無料 |      |
| （三隅IC - 長門湯本温泉IC間未開通）     |                           |          |      |      |
| 長門湯本温泉IC - 俵山北IC               | 2=1+1 (完成2車線)         | 70 km/h  | 無料 |      |
| （俵山北IC - 小月IC付近間未開通）       |                           |          |      |      |

- ※1 : 米子西IC - 東出雲ICと松江玉造IC - 宍道JCT間は4車線化優先整備区間[13][14][15]
- ※2 : 江津IC - 江津西IC間は4車線化優先整備区間[13][14][15]

安来/松江玉造/斐川/浜田の本線料金所付近は、40 km/h

### 道路規格
自動車専用道路区間（設計速度 100 km/h）
- 道路規格 : 第1種第2級
- 設計速度 : 100 km/h
- 暫定2車線（完成4車線）
  - 鳥取IC - 米子東IC [64][65][66][67][68][69][70]
  - 米子西IC - 東出雲IC [71]
  - 宍道JCT - 斐川IC [72]
  - 仁摩・石見銀山IC - 石見福光IC [73]
  - 原井IC - 石見三隅IC [74]
  - 遠田IC - 須子IC [75]

自動車専用道路区間（設計速度 80 km/h）
- 道路規格 : 第1種第3級
- 設計速度 : 80 km/h
- 完成4車線
  - 東出雲IC - 松江玉造IC [76]
- 暫定2車線（完成4車線）
  - 米子東IC - 米子西IC [69][70]
  - 松江玉造IC - 宍道JCT [76]
  - 斐川IC - 仁摩・石見銀山IC [72][77]
  - 石見福光IC - 原井IC [78]
  - 石見三隅IC - 遠田IC [79]
  - 萩IC - 三隅IC [80][81]
- 完成2車線
  - 須子IC - 萩IC [82][83][84]
  - 三隅IC - 豊田IC[85] [78]

一般道路区間（現道活用区間）
- 車線幅員 : 3.25 m
- 車線数 : 2車線

### 有料・無料区間
以下の区間は有料区間、その他の区間は無料区間となっている。
有料区間
鳥取県西部から島根県東部にかけては、事業段階において事業の促進を図る目的で日本道路公団（現・NEXCO西日本）と国土交通省の間で事業主体が細かく分けられたため、有料区間と無料区間が入り混じった形で供用されている。なお、2010年（平成22年）から2011年（平成23年）までの高速道路無料化社会実験では、有料区間は全て無料化の対象となった。
- 米子西IC - 東出雲IC（安来道路）
- 松江玉造IC - 出雲IC（山陰自動車道）
- 江津IC - 浜田JCT（江津道路）
- 浜田JCT - 浜田IC（浜田自動車道）
- 淀江大山IC（現・淀江IC） - 米子東IC（米子道路）：1998年～2006年まで

道路案内標識の改善
前述の通り、鳥取県西部から島根県東部にかけては、各区間の整備の経緯が異なることにより道路案内標識に統一感が無くわかりにくいという声が多く、2005年（平成17年）より「山陰道 道路案内標識改善検討委員会」で見直しが行われ、2007年（平成19年）春には標識の付け替えが行われた。特に無料区間の表示方法については全国の先例となった。
- 標識に表示する道路名は山陰道で統一する。事業名は用いない。
- 無料区間は色彩を反転し白地に緑色の文字で表示する。
- 各ICにおいては次の区間の有料/無料を表示する。
- 都市間高速道路の標識に倣いIC番号を表示する。出入り口の呼び方はICで統一する。
- その他、標識の表示地名、レイアウト、設置位置を見直し。

### 道路施設

#### 休憩施設
A路線区間では有料区間唯一の休憩施設として宍道湖サービスエリアがある。
A'路線区間では休憩施設として本道沿い、又はICの近隣に道の駅が設置されている。道の駅西いなば気楽里（浜村鹿野温泉ICに隣接）、道の駅はわい（はわいSA）、道の駅琴の浦（琴浦PA）、道の駅大山恵みの里（名和ICに隣接）、道の駅キララ多伎（出雲多伎ICより1 km）、道の駅ロード銀山（大田中央・三瓶山ICより1 km）、道の駅ごいせ仁摩（仁摩・石見銀山ICに隣接）、道の駅ゆうひパーク浜田、道の駅 萩・さんさん三見（明石PA） がある。
山陰自動車道の休憩施設は、いずれもガソリンスタンドが併設されていない。国土交通省中国地方整備局倉吉河川国道事務所では、鳥取道 & 山陰道 休憩施設ガイドマップを用意しており、インターチェンジ周辺の道の駅やガソリンスタンドを案内している。また、島根県東部高速道路利用促進協議会では、「島根県東部のIC・ランプ周辺の手軽に使える高速道路トイレマップ」「達人御用達山陰道・松江道活用マップ」を用意しており、インターチェンジ周辺のトイレを案内している。（いずれも道路外の施設）

#### トンネル
主なトンネル
- 福井内海中トンネル（吉岡温泉IC - 瑞穂宝木IC）

旧称：御熊トンネル、全長1,230 m。
- 内海中常松トンネル（吉岡温泉IC - 瑞穂宝木IC）

旧称：気高第一トンネル、全長1,935 m。
- 重山トンネル（浜村鹿野温泉IC - 青谷IC）

当初予定されていなかったが、法面変状が発生したため、その対策として開削箇所を埋め戻して新たにトンネルを掘削した。全長116 m。
- 気高青谷トンネル（浜村鹿野温泉IC - 青谷IC）

全長は2,132 mあり、鳥取県内の山陰自動車道では最長のトンネルである。
- 淀江トンネル（淀江IC - 米子東IC）

壷瓶山（標高114 m）を貫いている。全長1,199 m。
- 仏経山トンネル（斐川IC - 出雲IC）

全長は2,986 mあり、山陰自動車道では最長であるほか、島根県内で完結するトンネルとしては最も長い。
- 船津朝山トンネル（斐川IC - 出雲IC）

全長1,961 m。
- 立巌トンネル（斐川IC - 出雲IC）

全長は68 mあり、山陰自動車道の中で一番距離が短いとされる。
- 姉山トンネル（斐川IC - 出雲IC）

全長816 m。
- 知谷古志トンネル（斐川IC - 出雲IC）

全長1,423 m。
- 新五十猛トンネル（大田静間IC - 仁摩・石見銀山IC）

旧称：五十猛トンネル、全長1,082 m。
- 仁摩トンネル（大田静間IC - 仁摩・石見銀山IC）

旧称：宅野トンネル、全長1,834 m。
- 塚ヶ原山トンネル（浜田港IC - 西村IC）

全長1,791 m。
- 吉地第二トンネル（浜田港IC - 西村IC）

全長1,165 m。
- 大寧寺第一トンネル（長門湯本温泉IC - 俵山北IC）

全長1,873 m。
- 小原トンネル（長門湯本温泉IC - 俵山北IC）

全長1,243 m。
| 区間                          | 上下線 |
| ----------------------------- | ------ |
| 鳥取IC - 鳥取西IC             | 1      |
| 鳥取西IC - 吉岡温泉IC         | 1      |
| 吉岡温泉IC - 瑞穂宝木IC       | 2      |
| 瑞穂宝木IC - 浜村鹿野温泉IC   | 2      |
| 浜村鹿野温泉IC - 青谷IC       | 3      |
| 青谷IC - 泊東郷IC             | 3      |
| 泊東郷IC - はわいIC           | 0      |
| 大栄東伯IC - 淀江IC           | 0      |
| 淀江IC - 米子東IC             | 1      |
| 米子東IC - 米子南IC           | 0      |
| 米子南IC - 米子西IC           | 2      |
| 米子西IC - 安来IC             | 0      |
| 安来IC - 東出雲IC             | 3      |
| 東出雲IC - 松江東IC           | 0      |
| 松江東IC - 松江中央IC         | 1      |
| 松江中央IC - 宍道湖SA         | 0      |
| 宍道湖SA - 宍道IC             | 2      |
| 宍道IC - 宍道JCT              | 0      |
| 宍道JCT - 斐川IC              | 1      |
| 斐川IC - 出雲IC               | 6      |
| 出雲多伎IC - 大田朝山IC       | 3      |
| 大田朝山IC - 大田静間IC       | 0      |
| 大田静間IC - 仁摩・石見銀山IC | 2      |
| 仁摩・石見銀山IC - 湯里IC     | 4      |
| 湯里IC - 温泉津IC             | 1      |
| 温泉津IC - 石見福光IC         | 1      |
| 江津IC - 江津西IC             | 0      |
| 江津西IC - 浜田東IC           | 1      |
| 浜田東IC - 浜田JCT            | 0      |
| 浜田JCT - 浜田IC              | 0      |
| 浜田IC - 相生IC               | 1      |
| 相生IC - 竹迫IC               | 2      |
| 竹迫IC - 原井IC               | 0      |
| 原井IC - 浜田港IC             | 0      |
| 浜田港IC - 西村IC             | 4      |
| 西村IC - 石見三隅IC           | 0      |
| 遠田IC - 久城IC               | 0      |
| 高津IC - 萩・石見空港IC       | 1      |
| 萩・石見空港IC - 須子IC       | 0      |
| 萩IC - 三見IC                 | 2      |
| 三見IC - 明石IC               | 0      |
| 明石IC - 三隅IC               | 7      |
| 長門湯本温泉IC - 俵山北IC     | 3      |
| 合計                          | 60     |

### 交通量
24時間交通量（台） 道路交通センサス
| 区間                                                 | 平成11（1999）年度                      | 平成17（2005）年度                      | 平成22（2010）年度                      | 平成27（2015）年度                      | 令和3（2021）年度                       |
| ---------------------------------------------------- | --------------------------------------- | --------------------------------------- | --------------------------------------- | --------------------------------------- | --------------------------------------- |
| 鳥取IC - 鳥取西IC                                    | 調査当時未開通                          | 調査当時未開通                          | 調査当時未開通                          | 06,093                                  | 13,409                                  |
| 鳥取西IC - 吉岡温泉IC                                | 調査当時未開通                          | 調査当時未開通                          | 調査当時未開通                          | 調査当時未開通                          | 21,451                                  |
| 吉岡温泉IC - 瑞穂宝木IC                              | 調査当時未開通                          | 調査当時未開通                          | 調査当時未開通                          | 調査当時未開通                          | 21,249                                  |
| 瑞穂宝木IC - 浜村鹿野温泉IC                          | 調査当時未開通                          | 調査当時未開通                          | 調査当時未開通                          | 調査当時未開通                          | 18,608                                  |
| 浜村鹿野温泉IC - 青谷IC                              | 調査当時未開通                          | 調査当時未開通                          | 調査当時未開通                          | 調査当時未開通                          | 17,837                                  |
| 青谷IC - 泊東郷IC                                    | 調査当時未開通                          | 12,608                                  | 18,619                                  | 19,405                                  | 20,785                                  |
| 泊東郷IC - はわいIC                                  | 調査当時未開通                          | 12,538                                  | 15,437                                  | 17,434                                  | 16,699                                  |
| はわいIC - 大栄東伯IC間                              | 未開通                                  | 未開通                                  | 未開通                                  | 未開通                                  | 未開通                                  |
| 大栄東伯IC - 琴浦東IC                                | 調査当時未開通                          | 調査当時未開通                          | 調査当時未開通                          | 14,487                                  | 16,426                                  |
| 琴浦東IC - 琴の浦IC                                  | 調査当時未開通                          | 調査当時未開通                          | 調査当時未開通                          | 14,487                                  | 16,426                                  |
| 琴の浦IC - 琴浦船上山IC                              | 調査当時未開通                          | 調査当時未開通                          | 調査当時未開通                          | 14,487                                  | 16,426                                  |
| 琴浦船上山IC - 赤碕中山IC                            | 調査当時未開通                          | 調査当時未開通                          | 調査当時未開通                          | 14,487                                  | 16,426                                  |
| 赤碕中山IC - 中山IC                                  | 調査当時未開通                          | 調査当時未開通                          | 調査当時未開通                          | 20,691                                  | 17,989                                  |
| 中山IC - 名和IC                                      | 調査当時未開通                          | 調査当時未開通                          | 調査当時未開通                          | 20,691                                  | 17,989                                  |
| 名和IC - 大山IC                                      | 調査当時未開通                          | 調査当時未開通                          | 13,019                                  | 15,955                                  | 18,600                                  |
| 大山IC - 淀江IC                                      | 調査当時未開通                          | 調査当時未開通                          | 17,292                                  | 17,487                                  | 22,678                                  |
| 淀江IC - 米子東IC（鳥取方面）                        | 02,922                                  | 02,869                                  | 17,050                                  | 17,590                                  | 20,150                                  |
| 米子東IC（鳥取方面） - 米子JCT・米子東IC（松江方面） | 02,499                                  | 03,768                                  | 13,225                                  | 11,638                                  | 14,021                                  |
| 米子JCT・米子東IC（松江方面） - 日野川東IC           | 18,450                                  | 20,634                                  | 30,657                                  | 28,204                                  | 22,536                                  |
| 日野川東IC - 米子南IC                                | 23,388                                  | 25,503                                  | 30,657                                  | 30,837                                  | 18,105                                  |
| 米子南IC - 米子中IC                                  | 17,720                                  | 20,518                                  | 25,171                                  | 22,766                                  | 22,675                                  |
| 米子中IC - 米子西IC                                  | 17,720                                  | 20,518                                  | 25,171                                  | 22,766                                  | 22,675                                  |
| 米子西IC - 安来IC                                    | 05,104                                  | 08,198                                  | 22,198                                  | 11,177                                  | 10,520                                  |
| 安来IC - 東出雲IC                                    | 調査当時未開通                          | 07,496                                  | 21,970                                  | 10,952                                  | 10,519                                  |
| 東出雲IC - 竹矢IC                                    | 25,949                                  | 34,189                                  | 37,823                                  | 33,939                                  | 31,074                                  |
| 竹矢IC - 矢田IC                                      | 25,949                                  | 34,189                                  | 37,823                                  | 42,629                                  | 24,024                                  |
| 矢田IC - 松江JCT                                     | 27,482                                  | 36,258                                  | 47,230                                  | 51,343                                  | 46,548                                  |
| 松江JCT - 松江東IC                                   | 27,482                                  | 36,258                                  | 47,230                                  | 49,181                                  | 46,548                                  |
| 松江東IC - 松江中央IC                                | 33,100                                  | 36,258                                  | 42,771                                  | 35,047                                  | 49,165                                  |
| 松江中央IC - 松江西IC                                | 24,168                                  | 33,157                                  | 36,681                                  | 46,674                                  | 54,416                                  |
| 松江西IC - 松江玉造IC                                | 16,475                                  | 22,273                                  | 24,641                                  | 23,645                                  | 26,576                                  |
| 松江玉造IC - 宍道IC                                  | 調査当時未開通                          | 05,830                                  | 27,124                                  | 12,729                                  | 11,479                                  |
| 宍道IC - 宍道JCT                                     | 調査当時未開通                          | 01,682                                  | 22,425                                  | 11,284                                  | 10,134                                  |
| 宍道JCT - 斐川IC                                     | 調査当時未開通                          | 調査当時未開通                          | 17,665                                  | 08,614                                  | 07,864                                  |
| 斐川IC - 出雲IC                                      | 調査当時未開通                          | 調査当時未開通                          | 07,762                                  | 03,966                                  | 03,626                                  |
| 出雲IC - 出雲多伎IC                                  | 調査当時未開通                          | 調査当時未開通                          | 調査当時未開通                          | 調査当時未開通                          | 調査当時未開通                          |
| 出雲多伎IC - 大田朝山IC                              | 調査当時未開通                          | 調査当時未開通                          | 調査当時未開通                          | 調査当時未開通                          | 12,627                                  |
| 大田朝山IC - 大田中央・三瓶山IC                      | 調査当時未開通                          | 調査当時未開通                          | 調査当時未開通                          | 調査当時未開通                          | 10,713                                  |
| 大田中央・三瓶山IC - 仁摩・石見銀山IC                | 調査当時未開通                          | 調査当時未開通                          | 調査当時未開通                          | 調査当時未開通                          | 調査当時未開通                          |
| 仁摩・石見銀山IC - 湯里IC                            | 調査当時未開通                          | 調査当時未開通                          | 調査当時未開通                          | 05,326                                  | 05,585                                  |
| 湯里IC - 温泉津IC                                    | 調査当時未開通                          | 調査当時未開通                          | 調査当時未開通                          | 05,047                                  | 05,606                                  |
| 温泉津IC - 石見福光IC                                | 調査当時未開通                          | 調査当時未開通                          | 調査当時未開通                          | 05,324                                  | 05,635                                  |
| 石見福光IC - 浅利IC間                                | 未開通                                  | 未開通                                  | 未開通                                  | 未開通                                  | 未開通                                  |
| 浅利IC - 江津バイパス東口交差点間                    | 当面現道活用区間（県道302号浅利渡津線） | 当面現道活用区間（県道302号浅利渡津線） | 当面現道活用区間（県道302号浅利渡津線） | 当面現道活用区間（県道302号浅利渡津線） | 当面現道活用区間（県道302号浅利渡津線） |
| 江津バイパス東口交差点 - 江津IC間                    | 当面現道活用区間（国道9号江津バイパス） | 当面現道活用区間（国道9号江津バイパス） | 当面現道活用区間（国道9号江津バイパス） | 当面現道活用区間（国道9号江津バイパス） | 当面現道活用区間（国道9号江津バイパス） |
| 江津IC - 江津西IC                                    | 調査当時未開通                          | 01,539                                  | 07,977                                  | 02,150                                  | 02,099                                  |
| 江津西IC - 浜田東IC                                  | 調査当時未開通                          | 01,744                                  | 09,484                                  | 02,386                                  | 02,265                                  |
| 浜田東IC - 浜田JCT                                   | 調査当時未開通                          | 01,795                                  | 09,531                                  | 02,421                                  | 02,289                                  |
| 浜田IC - 相生IC                                      | 19,802                                  | 19,636                                  | 20,864                                  | 19,461                                  | 17,256                                  |
| 相生IC - 竹迫IC                                      | 17,207                                  | 16,866                                  | 19,402                                  | 16,675                                  | 15,293                                  |
| 竹迫IC - 原井IC                                      | 17,207                                  | 16,866                                  | 19,402                                  | 21,688                                  | 21,252                                  |
| 原井IC - 浜田港IC                                    | 調査当時未開通                          | 調査当時未開通                          | 調査当時未開通                          | 08,985                                  | 11,055                                  |
| 浜田港IC - 西村IC                                    | 調査当時未開通                          | 調査当時未開通                          | 調査当時未開通                          | 07,173                                  | 09,142                                  |
| 西村IC - 石見三隅IC                                  | 調査当時未開通                          | 調査当時未開通                          | 調査当時未開通                          | 調査当時未開通                          | 07,903                                  |
| 石見三隅IC - 遠田IC間                                | 未開通                                  | 未開通                                  | 未開通                                  | 未開通                                  | 未開通                                  |
| 遠田IC - 久城IC                                      | 調査当時未開通                          | 調査当時未開通                          | 08,501                                  | 08,485                                  | 09,002                                  |
| 久城IC - 高津IC間                                    | 未開通                                  | 未開通                                  | 未開通                                  | 未開通                                  | 未開通                                  |
| 高津IC - 萩・石見空港IC                              | 調査当時未開通                          | 調査当時未開通                          | 09,981                                  | 09,474                                  | 06,875                                  |
| 萩・石見空港IC - 須子IC                              | 調査当時未開通                          | 調査当時未開通                          | 09,981                                  | 09,474                                  | 06,875                                  |
| 須子IC - 萩IC間                                      | 未開通                                  | 未開通                                  | 未開通                                  | 未開通                                  | 未開通                                  |
| 萩IC - 三見IC                                        | 調査当時未開通                          | 調査当時未開通                          | 調査当時未開通                          | 05,013                                  | 05,018                                  |
| 三見IC - 明石IC                                      | 調査当時未開通                          | 調査当時未開通                          | 調査当時未開通                          | 06,593                                  | 06,119                                  |
| 明石IC - 三隅IC                                      | 調査当時未開通                          | 調査当時未開通                          | 06,289                                  | 06,681                                  | 06,336                                  |
| 三隅IC - 長門湯本温泉IC間                            | 未開通                                  | 未開通                                  | 未開通                                  | 未開通                                  | 未開通                                  |
| 長門湯本温泉IC - 俵山北IC                            | 調査当時未開通                          | 調査当時未開通                          | 調査当時未開通                          | 調査当時未開通                          | 02,429                                  |
| 俵山北IC - 小月IC付近間                              | 未開通                                  | 未開通                                  | 未開通                                  | 未開通                                  | 未開通                                  |

（出典 : 「中国地方の平成17年度道路交通センサス断面交通量」（中国地方整備局ホームページ）・「平成22年度道路交通センサス」・「平成27年度全国道路・街路交通情勢調査」・「令和3年度全国道路・街路交通情勢調査」（国土交通省ホームページ）より一部データを抜粋して作成）
- 平成22年度の調査期間中において米子西IC - 東出雲ICと松江玉造IC - 出雲ICと江津IC - 浜田JCTでは、高速道路無料化社会実験が行われていた。
- 令和2年度に実施予定だった交通量調査は、新型コロナウイルスの影響で延期された[93]。

### 道路管理者

#### 有料区間
- 西日本高速道路（NEXCO西日本）中国支社
  - 松江高速道路事務所 : 米子西IC - 東出雲IC、松江玉造IC - 出雲IC
  - 千代田高速道路事務所 : 江津IC - 浜田IC

#### 無料区間
- 国土交通省中国地方整備局
  - 鳥取河川国道事務所鳥取自動車道出張所 : 鳥取IC - 青谷IC[94][95]
  - 倉吉河川国道事務所羽合国道維持出張所 : 青谷IC - はわいIC、大栄東伯IC - 米子西IC[96]
  - 松江国道事務所松江維持出張所 : 東出雲IC - 松江玉造IC[97]
  - 松江国道事務所出雲維持出張所 : 出雲多伎IC - 石見福光IC[97]
  - 浜田河川国道事務所浜田国道維持出張所 : 浜田IC - 石見三隅IC
  - 浜田河川国道事務所益田国道維持出張所 : 遠田IC - 久城IC、高津IC - 須子IC
  - 山口河川国道事務所萩国道出張所 : 萩IC - 三隅IC[12]
- 山口県土木建築部
  - 長門土木建築事務所：長門湯本温泉IC - 俵山北IC[12]

#### 警察
基本的に、西日本高速道路株式会社管轄区間と国土交通省管轄区間の一部（鳥取IC - はわいIC、大栄東伯IC - 米子西IC、東出雲IC - 松江玉造IC、浜田IC - 石見三隅IC）は各県警の高速道路交通警察隊が、それ以外の国土交通省管轄区間と山口県管轄区間は各県警の交通機動隊および所轄の各警察署交通課が担当している。

#### ハイウェイラジオ
山陰自動車道にハイウェイラジオはない。

## 地理

### 通過する自治体
- 鳥取県
  - 鳥取市 - 東伯郡湯梨浜町 - 東伯郡北栄町 - 東伯郡琴浦町 - 西伯郡大山町 - 米子市
- 島根県
  - 安来市 - 松江市 - 出雲市 - 大田市 - 江津市 - 浜田市 - 益田市
- 山口県
  - 萩市 - 阿武郡阿武町 - 萩市 - 長門市 - 下関市